# Melhor jogador do mundo pela FIFA em 1999
O Melhor jogador do mundo pela FIFA em 1999 foi Rivaldo com 543 pontos. David Beckham ficou em segundo lugar, a posição máxima de um futebolista inglês.

## Resultado
|    | Jogador           | Pts |
| 1  | Rivaldo           | 543 |
| 2  | David Beckham     | 194 |
| 3  | Gabriel Batistuta | 79  |
| 4  | Zinedine Zidane   | 68  |
| 5  | Christian Vieri   | 39  |
| 6  | Luís Figo         | 35  |
| 7  | Andriy Shevchenko | 34  |
| 8  | Raúl              | 31  |
| 9  | Andy Cole         | 24  |
| 10 | Dwight Yorke      | 19  |